# Zachary Scott
Pour les articles homonymes, voir Scott.

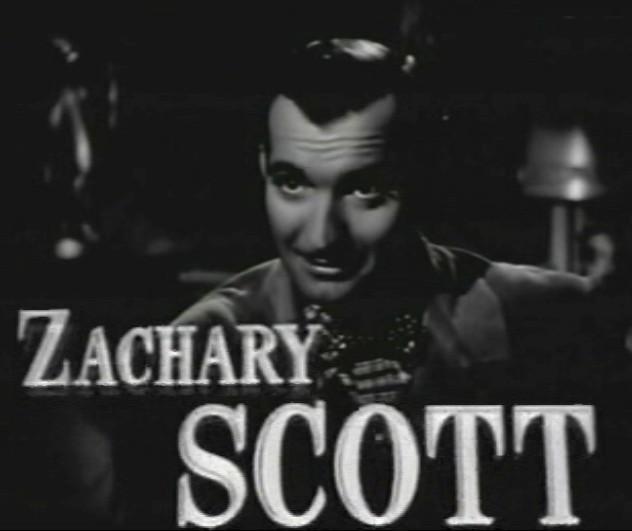
Dans Le Roman de Mildred Pierce (1945)

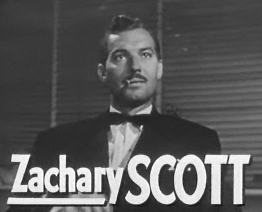
Dans Whiplash (1948)

Zachary Scott est un acteur américain, né  le 21 février 1914 à Austin (Texas), ville où il est mort le 3 octobre 1965.

## Biographie
Au théâtre, à Broadway (New York), Zachary Scott joue dans six pièces entre 1941 et 1963.
Il apparaît au cinéma de 1944 à 1962 et à la télévision (séries, téléfilms) entre 1950 et 1965.
De 1952 jusqu'à sa mort en 1965, il est marié à l'actrice Ruth Ford (1911-2009).
Une étoile lui est dédiée sur le Walk of Fame d'Hollywood Boulevard.

## Filmographie partielle

### Au cinéma
- 1944 : Le Masque de Dimitrios (The Mask of Dimitrios) de Jean Negulesco
- 1944 : Hollywood Canteen de Delmer Daves : Cameo
- 1945 : Le Roman de Mildred Pierce (Mildred Pierce) de Michael Curtiz
- 1945 : Danger Signal de Robert Florey
- 1945 : L'Homme du Sud (The Southerner)de Jean Renoir
- 1946 : Her Kind of Man de Frederick de Cordova
- 1947 : Éternel Tourment (Cass Timberlane) de George Sidney
- 1947 : L'Infidèle (The Unfaithful) de Vincent Sherman
- 1948 : Whiplash de Lewis Seiler
- 1948 : L'Impitoyable (Ruthless) d'Edgar Georg Ulmer
- 1949 : La Sirène des bas-fonds (Flaxy Martin) de Richard L. Bare
- 1949 : Boulevard des passions (Flamingo Road) de Michael Curtiz
- 1950 : Le Criminel mystérieux (Guilty Bystander) de Joseph Lerner
- 1950 : Colt .45 d'Edwin L. Marin
- 1950 : La Femme aux maléfices (Born to Be Bad) de Nicholas Ray
- 1951 : Chéri, divorçons (Let's make it Legal) de Richard Sale
- 1951 : L'Énigme du lac Noir (The Secret of Convict Lake) de Michael Gordon
- 1953 : Les Révoltés de la Claire-Louise (Appointment in Honduras) de Jacques Tourneur
- 1955 : Amour, fleur sauvage (Shotgun) de Lesley Selander
- 1955 : Le Trésor des collines rouges (Treasure of Ruby Hills) de Frank McDonald
- 1956 : La Femme du hasard (Flame of the Islands) d'Edward Ludwig
- 1956 : Bandido caballero ! (Bandido) de Richard Fleischer
- 1960 : La Jeune Fille (The Young One) de Luis Buñuel
- 1961 : Sous le cel bleu d'Hawaï (Blue Hawaï) de Norman Taurog
- 1962 : L'Increvable Jerry (It'$ only Money) de Frank Tashlin

### À la télévision (séries)
- 1960 : Alfred Hitchcock présente (Alfred Hitchcock presents), Saison 6, épisode 5, L'Autre Train (The Five-Forty-Eight)
- 1961 : Rawhide, épisode Incident before Black Pass
- 1962 : Les Accusés (The Defenders), épisode The Locked Room

## Théâtre (pièces à Broadway)
- 1941 : Ah, solitude ! (Ah, Wilderness !) d'Eugene O'Neill, avec Harry Carey, Enid Markey, Ann Shoemaker
- 1942-1943 : The Damask Cheek de John Van Druten et Lloyd Morris, avec Celeste Holm, Flora Robson
- 1943 : This Rock de Walter Livingston Faust, avec Billie Burke
- 1943 : Those Endearing Young Charms d'Edward Chodorov, avec Virginia Gilmore, Blanche Sweet
- 1959 : Requiem pour une nonne (Requiem for a Nun), adaptation par William Faulkner de son roman éponyme, mise en scène par Tony Richardson, avec Ruth Ford
- 1963 : A Rainy Day in Newark de Howard Teichman, avec Gene Hackman